# Überetscher Bahn
Az Überetscher Bahn egy egykoron 13 kilométer hosszúságú, megszűnt vasútvonal Olaszországban Bolzano és a Mendel sikló között. 1898. december 16-án adták át, és 1971. június 28-án szűnt meg rajta a forgalom.

## Fordítás
- Ez a szócikk részben vagy egészben  az   Überetscher Bahn című német Wikipédia-szócikk fordításán alapul.  Az eredeti cikk szerkesztőit annak laptörténete sorolja fel. Ez a jelzés csupán a megfogalmazás eredetét és a szerzői jogokat jelzi, nem szolgál a cikkben szereplő információk forrásmegjelöléseként. Az eredeti szócikk forrásai szintén ott találhatóak.